# ورزشگاه المملکه آرنا
ورزشگاه المملکه آرنا (به عربی: ملعب المملكة ارينا) (به فارسی: ورزشگاه پادشاهی آرنا) یک ورزشگاه چند منظوره در شهر ریاض پایتخت عربستان سعودی است. این ورزشگاه در سال ۲۰۲۳ ساخته شد و گنجایش ۳۰٬۰۰۰ نفر را دارد.
در ۱۸۰ روز ساخته شد و بیش از ۳۰۰۰۰ نفر از جمله ۲۰ جعبه لوکس را در خود جای می‌دهد. دارای یک سقف جمع شونده و یک صفحه ویدئویی چهار طرفه است که در مرکز آن آویزان شده‌است.
اولین بازی فوتبالی که در این استادیوم برگزار شد، یک بازی دوستانه در ۲۹ ژانویه ۲۰۲۴ بین الهلال و اینتر میامی بود که با پیروزی ۴–۳ الهلال به پایان رسید.
در ۸ فوریه ۲۰۲۴، کینگدام آرنا دو رکورد جهانی گینس را برای بزرگ‌ترین استادیوم سرپوشیده فوتبال و بالاترین ظرفیت برای یک استادیوم سرپوشیده دریافت کرد.